# FAMAS Award voor beste regisseur
De FAMAS Award voor beste regisseur is een van de belangrijkste FAMAS Awards en wordt jaarlijks uitgereikt aan de Filipijnse regisseur die volgens de leden van de Filipino Academy of Movie Arts and Sciences de beste regisseur van het voorgaande kalenderjaar was. Voor de prijs worden gewoonlijk vijf regisseur genomineerd. Tijdens de jaarlijkse prijzenavond (Gabi ng Parangal) wordt bekendgemaakt wie van deze vijf films de prijs wint.

## Winnaars
- 1953 - Gerardo de Leon
- 1954 - Lamberto V. Avellana
- 1955 - Cesar Gallardo
- 1956 - Gregorio Fernandez
- 1957 - Ramon Estela
- 1958 - Cesar Gallardo
- 1959 - Gerardo de Leon
- 1960 - Jose de Villa
- 1961 - Gerardo de Leon met Huwag mo Akong Limutin
- 1962 - Gerardo de Leon met Noli Me Tangere
- 1963 - Gerardo de Leon met El Filibusterismo
- 1964 - Armando de Guzman met Sapagkat Kami'y Tao Lamang
- 1965 - Lamberto V. Avellana met Scout Rangers
- 1966 - Gerardo de Leon met Ang Daigdig ng mga Api
- 1967 - Eddie Romero met The Passionate Strangers
- 1968 - Fely Crisostomo met Kapag Puso'y Nasugatan
- 1969 - Luis Nepomuceno met Igorota
- 1970 - Eddie Garcia met Pinagbuklod ng Pag-ibig
- 1971 - Lino Brocka met Tubog sa Ginto
- 1972 - Gerardo de Leon met Lilet
- 1973 - Augusto Buenaventura met Ang Alamat
- 1974 - Jun Raquiza met Dalawang Mukha ng Tagumpay
- 1975 - Lino Brocka met Tinimbang Ka Ngunit Kulang
- 1976 - Lino Brocka met Maynila.. Sa Kuko ng Liwanag
- 1977 - Lupita Concio met Minsa'y isang Gamu-gamo
- 1978 - Augusto Buenaventura met Bakya Mo Neneng
- 1979 - Celso Ad. Castillo met Pagputi ng Uwak, Pagitim ng Tagak
- 1980 - Lino Brocka met Jaguar
- 1981 - Eddie Romero
- 1982 - Augusto Buenaventura
- 1983 - Eddie Garcia
- 1984 - Marilou Diaz-Abaya
- 1985 - Fernando Poe jr. (als Ronwaldo Reyes)
- 1986 - Celso Ad. Castillo
- 1987 - Eddie Garcia
- 1988 - Eddie Garcia
- 1989 - Elwood Perez
- 1990 - Eddie Garcia en Elwood Perez
- 1991 - Lino Brocka
- 1992 - Elwood Perez
- 1993 - Carlos Siguion-Reyna
- 1994 - Augusto Salvador
- 1995 - Carlo J. Caparas
- 1996 - Fernando Poe jr. (als Ronwaldo Reyes)
- 1997 - Antonio Jose Perez
- 1998 - Amable Aguiluz
- 1999 - Marilou Diaz-Abaya
- 2000 - Marilou Diaz-Abaya
- 2001 - Laurice Guillen
- 2002 - Marilou Diaz-Abaya
- 2003 - Gil Portes
- 2004 - Maryo J. de los Reyes
- 2005 - Maryo J. de los Reyes
- 2006 - Cholo Laurel
- 2007 - Jose Javier Reyes
- 2008 - Maryo J. de los Reyes
- 2009 - Ed Palmos - Ay, Ayeng
- 2010 - Joel Lamangan - Dukot
- 2011 - Albert Martinez - Rosario
- 2012 - Tikoy Aguiluz - Manila Kingpin: The Asiong Salonga Story
- 2013 - Mark Meily - El Presidente
- 2014 - Erik Matti On The Job
- 2015 - Enzo Williams Bonifacio: Ang Unang Pangulo